# Bertiera batesii
Bertiera batesii är en måreväxtart som beskrevs av Herbert Fuller Wernham. Bertiera batesii ingår i släktet Bertiera och familjen måreväxter. Inga underarter finns listade i Catalogue of Life.